# Raymundus van Capua

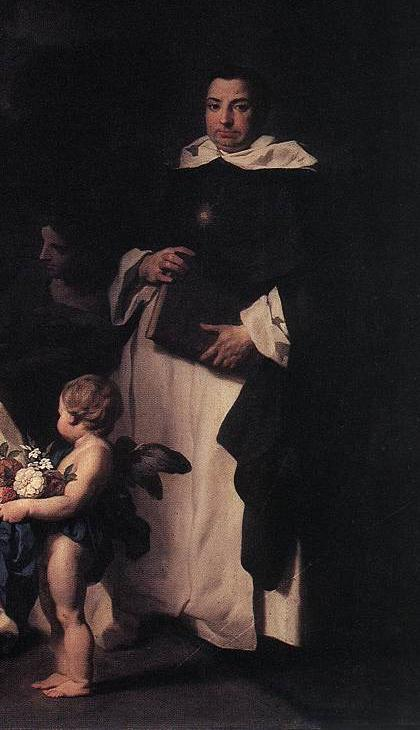
Raymundus van Capua

Raymundus van Capua (Capua, 1330 - Neurenberg, 5 oktober 1399) - ook wel Raimondo delle Vigne genoemd - was een Italiaanse dominicaan. Van 1380 tot 1399 was hij magister-generaal van de dominicanen.

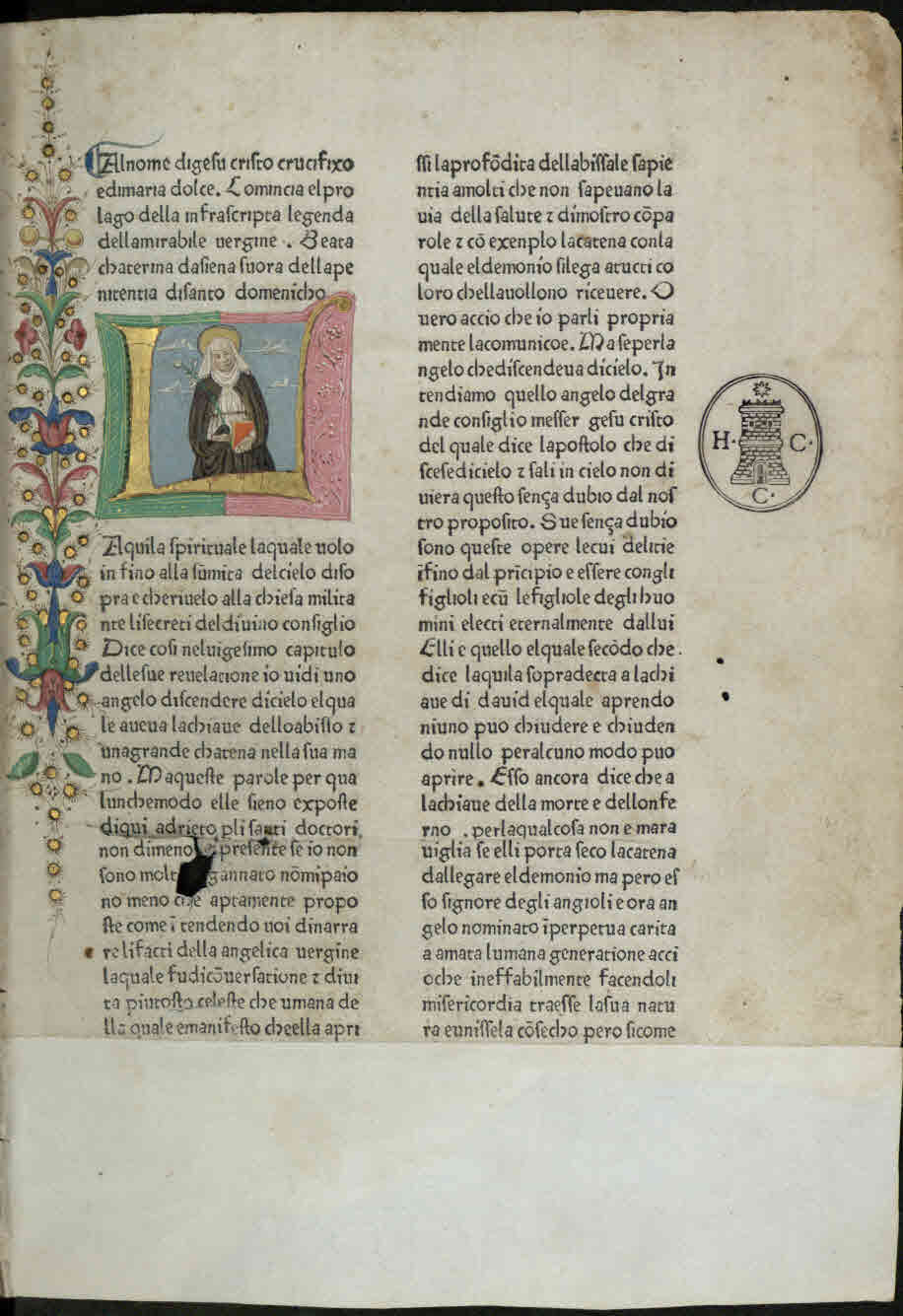
Legenda maior sanctae Catharinae Senensis, 1477

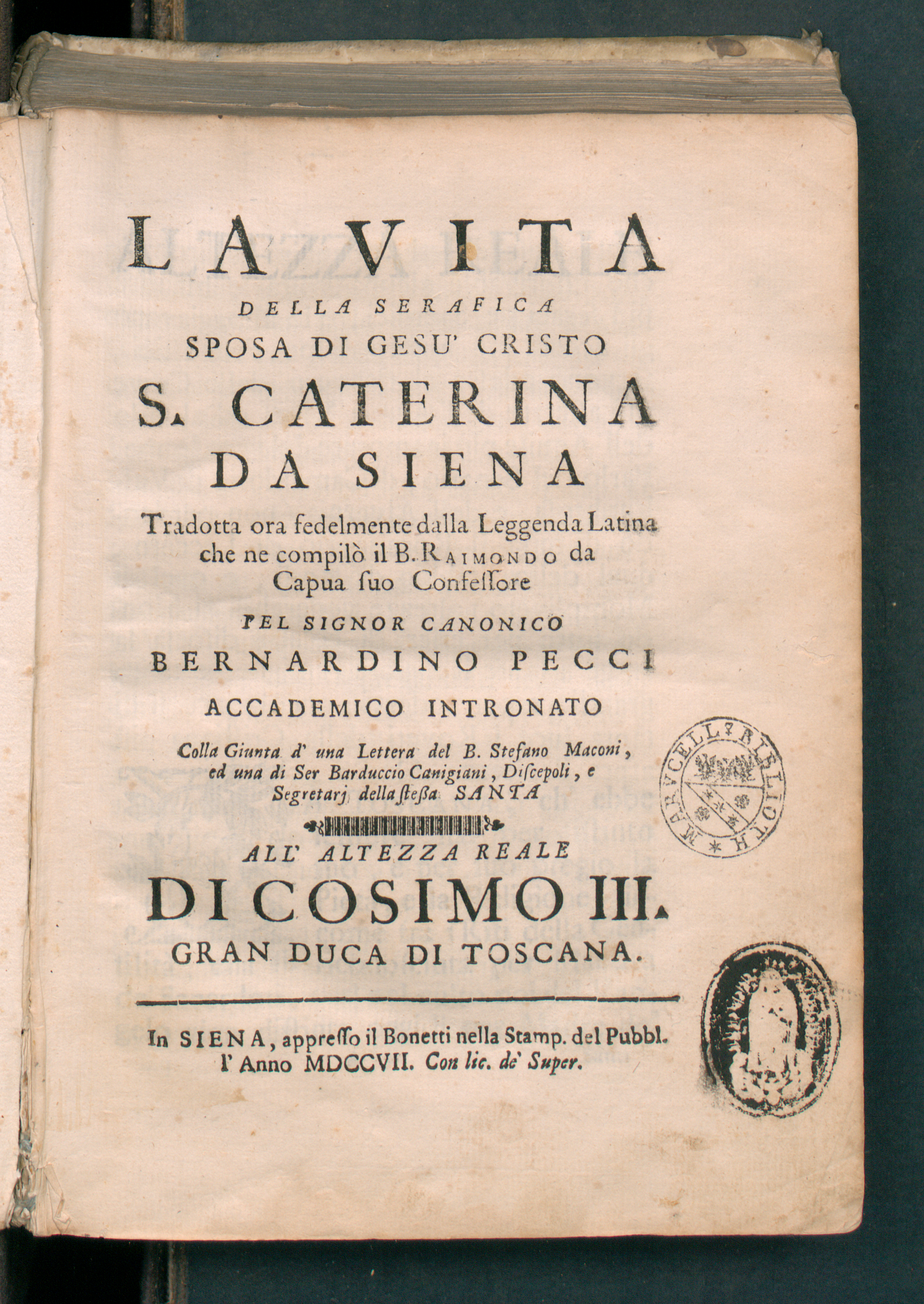
La vita di Santa Caterina da Siena (Legenda maior), 1707

Raymundus stamde uit de familie van Pier delle Vigne (Petrus Vinea, circa 1190-1249), een schrijver uit Sicilië. Hij studeerde theologie en rechten te Bologna. In 1350 trad hij toe tot de orde der dominicanen. Na zijn benoeming tot magister-generaal begon hij met een radicale hervorming van deze orde naar het voorbeeld van de observantiebeweging van de franciscanen.
Raymundus was vanaf 1374 biechtvader van de heilige Catharina van Siëna. In 1393 redigeerde hij haar levensbeschrijving (de zogenoemde Legenda maior). Na zijn dood te Neurenberg werd hij in Napels begraven. In 1899 vond zijn zaligverklaring plaats door paus Leo XIII. Zijn kerkelijke feestdag is 5 oktober.